# Tacones rojos
«Tacones rojos» es una canción coescrita e interpretada por el cantante colombiano Sebastián Yatra lanzada como octavo sencillo de su tercer álbum de estudio Dharma (2022), publicado a través del sello Universal Music Latino el 22 de octubre de 2021.
El sencillo ha logrado ingresar entre los diez primeros lugares de las listas de éxitos en la mayoría de países de habla hispana como Argentina, Chile, Colombia, Ecuador, España, México, Uruguay entre otros. Es una de las pistas con mejor rendimiento comercial del álbum del cantante, solo por detrás de «Runaway» y «Pareja del año».
Además de ser un éxito en las emisoras de radio de países como España, en donde encabezó la lista de radios o en países como Colombia, Ecuador o Chile donde también llegó a encabezar las listas. En las listas de Monitor Latino de América Latina encabezó la lista de éxitos.
En cuanto a las certificaciones, en España recibió la certificación de doble platino por ventas equivalentes a 120.000 unidades.
La canción publicó un remix bilingüe a dueto con el cantante estadounidense John Legend lanzado el 23 de marzo de 2022 como sencillo.

## Trasfondo y composición
Yatra coescribió la canción junto a Juanjo Monserrat, Lofty y Manuel Lara Pablo con intención de incluirla en el álbum. Fue lanzada como sencillo el 22 de octubre de 2021 junto al vídeo musical. En las hojas históricas de Spotify de la canción Yatra relata lo siguiente :

“Es sobre esa persona que me trae felicidad, mi pedazo de sol, La Niña de mis ojos. Como un rayo de luz que entra por mi ventana, me gusta porque es buena y a veces mala también”.
«Tacones Rojos»

La canción trata sobre el punto de vista de Sebastián Yatra sobre una chica que baila con tacones rojos, mientras que describe lo que siente con ella y por ella con un fondo alegre y con melodías cálidas pertenecientes al género pop en español «La que me hace sufrir, pero no paro de amar», como dice en el puente de la canción.

## Recepción
Tras su lanzamiento en octubre de 2021 la recepción por parte del público fue inmediata, a la semana de haber sido publicado debutó en el puesto número 78 de en las listas de streaming en Spotify de su país natal Colombia con 141.515 reproducciones. En los demás países como España, «Tacones Rojos» debutó en el puesto 87 semanal de streaming con 503.887 reproducciones. En las siguientes semanas la canción iría escalando hasta colarse en listas generales como en PROMUSICAE que consiguió debutar en la posición número 70 en la semana número 43 del conteo y en donde siguió escalando hasta haber alcanzado el pico en su posición número dos en la semana 51 del mismo año. En países de América consiguió muy buena recepción consiguiendo ser top 10 en países como Argentina, Uruguay, Paraguay o Perú. Además de haber sido Número uno en Ecuador, Honduras, Colombia, Chile y en las listas generales de monitor latino de América Latina.
En España es la canción de Yatra que más tiempo permanece en el número uno de la lista Top 50 Radios, estando un total de once semanas consecutivas en el pico, además de ser la que más lleva del año.
En las listas mundiales dadas por Billboard la canción consiguió colarse entre el conteo de las 200 canciones más exitosas recibiendo como mejor posición la Número 76 en la lista general y la 45 en la lista que excluye a Estados Unidos. En Youtube consiguió superar las 100 millones de visualizaciones en menos de 4 meses después de haber sido publicada.

## Vídeo musical
En el vídeo, podemos ver a Yatra en un balcón de un piso sentado plácidamente mientras canta y toca con la guitarra, a una chica de su ventana de enfrente, esta abre la ventana e intercambian miradas, a partir de ahí se puede ver a la pareja en una casa estilo palacio bailando por el lugar, para acabar volviendo a la escena inicial del vídeo sólo que esta vez muestra a la vecina cerrando las ventanas. Grabado en el madrileño Palacio de Fernán Núñez, cuenta con la participación de la actriz española Clara Galle.
El vídeo fue publicado el 22 de octubre de 2021, a los siguientes días se colaría en las tendencias de YouTube en países como España, Colombia, Argentina y México entre otros. Llegando a las 117 millones de visualizaciones para el 22 de marzo de 2022.

## Tacones Rojos con John Legend
«Tacones Rojos Remix» es la versión bilingüe del cantante colombiano Sebastián Yatra, junto al cantante estadounidense John Legend, lanzada como sencillo el 23 de marzo de 2022.

### Video Musical
El video de esta versión fue rodado en Los Ángeles y vemos a Yatra y Legend —quienes son vecinos en el videoclip— hablando de esa chica que baila reguetón con tacones rojos que vuelve loco al colombiano. También varias escenas de la producción visual nos recuerdan a la famosa película/musical "La La Land".

### Grabación y composición
Sebastián Yatra dijo que aunque el tema tiene la energía de la versión original, él la considera una canción completamente nueva.
“Tiene la alegría del tema original, pero para mí es una canción completamente nueva. Suena como si hubiera sido creada de esta forma. Estaba destinada a tener la voz de Legend en ella junto a la mía”, dijo Yatra a través de un comunicado.
«Tacones Rojos» también figuró en el Top 10 de TikTok y en el Top 50 Global de Spotify. En febrero, el sencillo llegó al primer puesto de la lista Latin Airplay de Billboard.

## Posiciones musicales

### Listas
| País           | Lista                              | MP | Ref.   |
| -------------- | ---------------------------------- | -- | ------ |
| Mundo          | Billboard Global 200               | 76 | [ 10 ] |
| Mundo          | Billboard Global 200 Excl. EE. UU. | 41 | [ 11 ] |
| AmL            | Monitor Latino                     | 1  | [ 12 ] |
| Argentina      | Billboard Argentina Hot 100        | 7  | [ 13 ] |
| Argentina      | Monitor Latino                     | 2  | [ 14 ] |
| Argentina      | Los40 Argentina                    | 1  | [ 15 ] |
| Bolivia        | Monitor Latino                     | 6  | [ 16 ] |
| Colombia       | National-Report                    | 1  | [ 17 ] |
| Chile          | Monitor Latino                     | 1  | [ 18 ] |
| Ecuador        | National-Report                    | 1  | [ 19 ] |
| España         | PROMUSICAE Top 100                 | 2  | [ 20 ] |
| España         | PROMUSICAE Top 50 Radios           | 1  | [ 21 ] |
| España         | Los40 España                       | 1  | [ 22 ] |
| Honduras       | Monitor Latino                     | 1  | [ 23 ] |
| Paraguay       | Monitor Latino                     | 7  | [ 24 ] |
| Panamá         | Monitor Latino                     | 1  | [ 25 ] |
| Portugal       | IFPI                               | 65 | [ 26 ] |
| Perú           | Monitor Latino                     | 2  | [ 12 ] |
| San Marino     | San Marino RTV                     | 27 | [ 27 ] |
| Uruguay        | Monitor Latino                     | 3  | [ 12 ] |
| México         | Billboard AirPlay                  | 3  | [ 28 ] |
| México         | Los40 México                       | 1  | [ 29 ] |
| Rep. Domincana | Los40 RD                           | 10 | [ 30 ] |
| Puerto Rico    | Los40 Puerto Rico                  | 1  | [ 31 ] |

### Certificaciones
| País           | Organismo Certificador | Certificación | Equivalencia | Ref.   |
| -------------- | ---------------------- | ------------- | ------------ | ------ |
| España         | PROMUSICAE             |               | 120,000      | [ 32 ] |
| Estados Unidos | RIAA (Latin)           |               | 60,000       | [ 33 ] |
| México         | AMPROFON               |               | 70,000       | [ 34 ] |